# 우골나야역
우골나야역(러시아어: Угольная вокзал)은 러시아 극동 연방관구 트루도보예에 있는 철도역이자 철도 분기점이다. 이 역은 무라비요프-아무르스키반도 북쪽 계곡에 위치하고 있다. 아에로 익스프레스가 정차한다.

## 연혁
- 1893년 : 영업 개시.
- 1916년 : 공식적인 철도역으로 승격.